# Christa von Bernuth
Christa von Bernuth (* 5. März 1961 in München) ist eine deutsche Schriftstellerin und Journalistin.

## Biografie
Nach ihrem Abitur in Schondorf am Ammersee studierte sie in München Germanistik und Französisch und arbeitete nach Abschluss ihrer Ausbildung an der Deutschen Journalistenschule als Autorin für verschiedene Frauenzeitschriften und Magazine wie ELLE, Der Spiegel, Süddeutsche Zeitung, Süddeutsche Zeitung Magazin. Seit 2020 schreibt sie regelmäßig für das Truecrime-Magazin „Echte Verbrechen“, für das sie auch an Podcasts mitarbeitet.
Von Bernuth lebt mit ihrem Mann in München.

## Künstlerisches Schaffen
1999 debütierte von Bernuth mit dem Kriminalroman Die Frau, die ihr Gewissen verlor.
In den weiteren Jahren schrieb sie drei Kriminalromane um die Kommissarin Mona Seiler (2001, 2003, 2004), die mit Mariele Millowitsch in der Hauptrolle bei RTL Television verfilmt wurden.
In dem 2006 erschienenen Roman "Innere Sicherheit" zeichnete Christa von Bernuth ein Porträt der Menschen und der Stimmungen in der DDR der achtziger Jahre. Darüber hinaus beschreibt der Roman Verbindungen des DDR-Regimes zu den Terroristen der RAF. Als Anstoß und Vorlage für die Geschichte dienten ihr nach eigener Aussage die Ereignisse während einer Reise in die DDR im Jahre 1982, bei der ihr Begleiter bei der Ausreise verhaftet und anschließend wegen angeblicher Spionage verurteilt wurde.
2010 erschien mit dem Beziehungs-Drama Wer schuld war Bernuths erster Roman, der nicht im Kriminalumfeld angesiedelt ist.
2021 erschien ihr erster Kriminalroman, der von einer wahren Geschichte inspiriert wurde. Tief in der Erde befasst sich auf fiktive Weise mit der Entführung von Ursula Herrmann im Jahr 1981.
2022 erschien Spur 33, inspiriert von einem Mordfall in Starnberg, bei dem eine dreiköpfige Familie umgebracht wurde.

## Werke

### Romane
Mona-Seiler-Reihe
- Die Stimmen. Goldmann, 2001, ISBN 978-3442453832
- Untreu. Goldmann, 2003, ISBN 978-3442309658
- Damals warst du still. Goldmann, 2004, ISBN 978-3442460625 (Hörbuch 2006, ISBN 978-3866042179)

Lukas-Salfeld-Reihe
- Das Falsche in mir. dtv, 2014, ISBN 978-3423249928 (Hörbuch 2014)
- Die Nacht in dir. dtv, 2016, ISBN 978-3423261074 (Hörbuch 2016)

Andere
- Die Frau, die ihr Gewissen verlor. Goldmann, 1999, ISBN 978-3442443741
- Innere Sicherheit. Piper, 2006, ISBN 978-3492263375
- Wer schuld war.  dtv, 2010, ISBN 978-3423248136
- Tief in der Erde. Goldmann, 2021, ISBN 978-3-442-31573-4
- Spur 33. Goldmann, 2022, ISBN 978-3-442-31673-1

### Ratgeber
- So komme ich im Beruf voran. Freundin Ratgeber, 1993, ISBN 978-3806813814

### Verfilmungen
- 2003 Die Stimmen (Fernsehfilm, Olga-Film für RTL/ORF, 90 Min), Drehbuch: Peter Petersen, nach dem Roman "Die Stimmen" von Christa von Bernuth. Regie: Rainer Matsutani, mit: Mariele Millowitsch, Max von Thun. Erstausstrahlung: 6. Mai 2003 RTL
- 2004 Untreu (Fernsehfilm, Olga-Film für RTL, 90 Min), Drehbuch: Peter Petersen, Don Schubert. Nach dem Roman "Untreu" von Christa von Bernuth. Regie: Rainer Matsutani, mit: Mariele Millowitsch, Max von Thun. Erstausstrahlung: 25. Mai 2004 RTL
- 2005 Damals warst du still (Fernsehfilm, Olga-Film für RTL/ORF, 90 Min), Drehbuch: Rainer Matsutani, Peter Petersen. Nach dem Roman "Damals warst du still" von Christa von Bernuth. Regie: Rainer Matsutani, mit: Mariele Millowitsch, Max von Thun, Helmut Berger. Erstausstrahlung: 26. Mai 2005 RTL
- 2017 Verräter – Tod am Meer. Nach dem Roman "Innere Sicherheit" von Christa Bernuth. Fernsehfilm, ZDF, 88 Min. Drehbuch: Stefanie Veith, Nils Willbrandt, Regie: Franziska Meletzky, Kamera: Bella Halben, Musik: George Kochbeck, Darsteller: Albrecht Abraham Schuch, Hannah Herzsprung, Christian Redl. Erstausstrahlung: 21. August 2017, ZDF